# Domanowo (obwód wołogodzki)
Domanowo (ros. Доманово) – wieś w Rosji, w rejonie wołogodzkim obwodu wołogodzkiego. W 2010 r. liczyła 10 mieszkańców.